# 未来は風のように
- ラブライブ! > ラブライブ!スーパースター!! > Liella! > 未来は風のように

「未来は風のように」（みらいはかぜのように）は、Liella!の楽曲。同グループのシングルとして、2021年8月4日にLantisから発売された。

## 背景
前作「START!! True dreams」から2週間ぶりのシングルで、アニメ第1期シングル第1弾としてテレビアニメ『ラブライブ!スーパースター!!』の第1期エンディングテーマである表題曲とカップリング曲及びそれらのオフヴォーカルが収録している。

## ディスクジャケット
ディスクジャケットは、五輪橋がロケ地となっており、後にリリースされた「追いかける夢の先で」と「DAISUKI FULL POWER」でも踏襲されている。

## 担当メンバー
これまでのラブライブ!シリーズでは、テレビ放送でメンバー全員が歌うオリジナルバージョンが1度は使用されていたが、本作では一度も使用されなかった。ただし、第8話では演出上の理由によりカットされた。
| 話数   | 歌唱メンバー                                                                                | 収録CD                                         | 備考 |
| ------ | ------------------------------------------------------------------------------------------- | ---------------------------------------------- | --- |
| 第1話  | （楽曲解禁前）                                                                              | （楽曲解禁前）                                 | （楽曲解禁前） |
| 第2話  | 澁谷かのん（伊達さゆり）                                                                    | 1期サウンドトラック『Dreams of the Superstar』 | |
| 第3話  | 澁谷かのん（伊達さゆり）、唐可可（Liyuu）                                                   | 1期サウンドトラック『Dreams of the Superstar』 | クーカー |
| 第4話  | 平安名すみれ（ペイトン尚未）                                                                | 1期サウンドトラック『Dreams of the Superstar』 | すみれ主役回 |
| 第5話  | 嵐千砂都（岬なこ）                                                                          | 1期サウンドトラック『Dreams of the Superstar』 | |
| 第6話  | 澁谷かのん（伊達さゆり）、唐可可（Liyuu）、平安名すみれ（ペイトン尚未）、嵐千砂都（岬なこ） | 1期サウンドトラック『Dreams of the Superstar』 | |
| 第7話  | 葉月恋（青山なぎさ）                                                                        | 1期サウンドトラック『Dreams of the Superstar』 | |
| 第8話  | （不使用）                                                                                  | （不使用）                                     | Liella!（1期メンバー）が初めて出揃ったため、演出上の都合により使用せず。 サブタイトル表示も本編の最後に現れる異例の構成となった。 |
| 第9話  | 唐可可（Liyuu）、平安名すみれ（ペイトン尚未）、嵐千砂都（岬なこ）、葉月恋（青山なぎさ）     | 1期サウンドトラック『Dreams of the Superstar』 | |
| 第10話 | 唐可可（Liyuu）、平安名すみれ（ペイトン尚未）                                               | 1期サウンドトラック『Dreams of the Superstar』 | 可可・すみれ主役回 |
| 第11話 | Liella!                                                                                     | 1期サウンドトラック『Dreams of the Superstar』 | エンディング映像に合わせた歌唱パート分け                                                                                          |
| 第12話 | Liella!                                                                                     | 1期サウンドトラック『Dreams of the Superstar』 | 全員合唱 |

## リリース
2021年8月4日にLantisからリリースされ、初回生産分には、スーパースターシール（全6種）がランダムで1枚封入されるほか、発売記念イベントの配信視聴のシリアルナンバーが封入されている。

## チャート実績
2021年8月3日付のオリコンデイリーランキングでは5位にランクインしたのを皮切りに徐々に順位を上げ8月7日付に3位に浮上した。2021年8月16日付オリコン週間シングルランキングでは初動1.3万枚を売り上げ初登場6位にランクインした。

## 収録曲
| #         | タイトル                          | 作詞      | 作曲      | 編曲                          | 時間  |
| --------- | --------------------------------- | --------- | --------- | ----------------------------- | ----- |
| 1.        | 「未来は風のように」              | 畑亜貴    | 山田智和  | - 久保田真悟 - 弦編曲: 兼松衆 | 4:07  |
| 2.        | 「この街でいまキミと」            | 宮嶋淳子  | めんま    | 家原正樹                      | 4:19  |
| 3.        | 「未来は風のように」(Off Vocal)   |           |           |                               | 4:07  |
| 4.        | 「この街でいまキミと」(Off Vocal) |           |           |                               | 4:18  |
| 合計時間: | 合計時間:                         | 合計時間: | 合計時間: | 合計時間:                     | 16:51 |

## 収録作品
| # | 楽曲                 | アルバム                     | 発売日       | 備考        |
| - | -------------------- | ---------------------------- | ------------ | ----------- |
| 1 | 「未来は風のように」 | 『What a Wonderful Dream!!』 | 2022年3月2日 | 1stアルバム |

### ユニットメンバー
1. 1 2  澁谷かのん（伊達さゆり）、唐可可（Liyuu）、嵐千砂都（岬なこ）、平安名すみれ（ペイトン尚未）、葉月恋（青山なぎさ）